# Centro tonal
Na Música, centro tonal ou tonalidade, representa a nota que serve de referência para a montagem de uma certa escala ou harmonia. Quando falamos de tônica ou tom de uma música estamos nos referindo a esta nota. Assim, o centro tonal da escala Dó maior é a nota Dó. Da mesma forma o centro tonal de uma cadência contendo um acorde dominante é a nota que está a 2 tons e meio acima da tônica do acorde dominante - para um acorde de E7 temos como centro tonal a nota A, seja ela maior ou menor.
- Muitas vezes o centro tonal pode ser chamado de nota de "descanso" ou "repouso" pois numa cadência típica o nosso ouvido está acostumado a terminar na nota mais estável da escala que no caso da escala maior é a própria tônica.
- O centro tonal de uma música nem sempre é único; podemos ter a mudança do centro em pequenos trechos ou até por um período indefinido.